# 上杉朝定 (山本寺上杉家)
上杉 朝定（うえすぎ ともさだ）は、室町時代前期の武士。越後国守護である越後上杉氏の分家の一つ、山本寺上杉家の祖とされる。

## 略歴
応永25年（1418年）、上杉朝方の子として誕生したとされる。不動山城を築いたのは朝定とも、朝定の子とされる山本寺定種とも云われる。
山本寺上杉家の系譜ははっきり分かっておらず、戦国時代に長尾氏に仕えた定長や孝長（景長）などとの続柄は不明である。